# Protocobitis typhlops
Protocobitis typhlops é uma espécie de peixe actinopterígeo da família Cobitidae.
Apenas pode ser encontrada na China.